# Victory Road (2012)
L'édition 2012 de Victory Road est une manifestation de catch professionnel télédiffusée et visible uniquement en paiement à la séance. L'événement, produit par la Total Nonstop Action Wrestling, s'est déroulé le 18 mars 2012 au l'Impact Wrestling! Zone, à Orlando (Floride) aux États-Unis. Il s'agit de la huitième édition de Victory Road. Sting est en vedette de l'affiche promotionnelle.

## Contexte
Les spectacles de la Total Nonstop Action Wrestling en paiement à la séance sont constitués de matchs aux résultats prédéterminés par les scénaristes de la TNA. Ces rencontres sont justifiées par des storylines - une rivalité avec un catcheur, la plupart du temps - ou par des qualifications survenues dans les émissions de la TNA telles que Impact Wrestling et Xplosion. Tous les catcheurs possèdent un gimmick, c'est-à-dire qu'ils incarnent un personnage face (gentil) ou heel (méchant), qui évolue au fil des rencontres. Un pay-per-view comme Victory Road est donc un évènement tournant pour les différentes storylines en cours.

### Sting contre Bobby Roode
Alors que Bobby Roode défendra son titre face à James Storm en avril à Lockdown (2012), il devra d'abord faire face à The Icon Sting à Victory Road. En effet, alors que Sting, GM d'Impact Wrestling, essayait de mettre des bâtons dans les roues du champion du monde, ce dernier s'en est pris à lui physiquement lors d'Impact. Après son mystérieux tweet "I'm done", Sting attaquait et défiait Bobby Roode le 23 février. Le match ne sera pas pour le titre, Sting étant normalement à la retraite.

### Austin Aries contre Zema Ion
Austin Aries détient le titre X division depuis plus de 5 mois. Lors d'Against All Odds (2012), il défend son titre avec succès face à Alex Shelley. Plus tôt dans la soirée, Zema Ion avait profité de la blessure de Jesse Sorensen pour devenir challenger n°1 au titre de la X division.
Quelques jours plus tard à Impact, la rivalité entre Zema Ion et "A double" Austin Aries débutait officieusement lorsque le premier volait la victoire au deuxième dans un match où ils formaient une équipe. Ils s'affronteront donc à Victory Road pour le titre de la X division.

### Gail Kim contre Madison Rayne
Gail Kim a regroupé les titres de féminins de la TNA en simple et en équipe avec Madison Rayne après son retour à la fédération en octobre. Après avoir écarté successivement plusieurs adversaires (Velvet Sky, Mickie James et la dernière en date, Tara), une bataille royale est organisée entre les Knockouts à Impact pour déterminer la nouvelle challengeuse au titre de Gail Kim. Madison Rayne, sa partenaire et cochampionne par équipe, remporte la bataille royale en y faisant une apparition inattendue. Les jours suivants, la tension monte entre les deux femmes. Elles s'affronteront donc à Victory Road pour le titre des Knockouts. De plus lors de l'épisode du 8 mars, Madison Rayne et Gail Kim perdent leurs titres par équipe, pour que les nouveaux Champions O.D.B et Eric Young soient couronnés.

### Jeff Hardy vs Kurt Angle
La rivalité entre Kurt Angle & Jeff Hardy a commencé lors de l'épisode d'Impact Wrestling du 16 février ou Angle a attaqué Jeff Hardy alors que celui-ci était sur le point de gagner le Championnat du Monde Poids Lours de la TNA. Deux semaines plus tard, Angle vient s'adresser au public et explique pourquoi il a fait ça. Il dit que la raison est simple, c'est qu'il déteste Jeff Hardy (sa tenue, ses musiques, son catch, etc.) donc Jeff furieux d'avoir perdu sa chance au titre a décidé de faire équipe la semaine suivante avec Garett Bischoff pour battre Les Immortals (Kurt Angle & Gunner) afin de se venger. Les deux se mirent d'accord pour le match à Victory Road.

## Matches de la soirée
| #                                                                | Match                                                          | Stipulation                                                      | Durée |
| ---------------------------------------------------------------- | -------------------------------------------------------------- | ---------------------------------------------------------------- | ----- |
| 1                                                                | James Storm bat Bully Ray                                      | Match simple pour être l'aspirant n°1 à Lockdown (2012)          | 1:10  |
| 2                                                                | Austin Aries (c) bat Zema Ion                                  | Match simple pour le Championnat de la Division X de la TNA      | 11:08 |
| 3                                                                | Samoa Joe & Magnus (c) battent Matt Morgan & Crimson           | Tag team match pour les Championnats par équipe de la TNA        | 10:12 |
| 4                                                                | Devon bat Robbie E (avec/Rob Terry)                            | Poen Challenge pour le Championnat de la Télévision de la TNA    | 3:00  |
| 5                                                                | Gail Kim (c) bat Madison Rayne                                 | Match simple pour le Championnat féminin des Knockouts de la TNA | 7:09  |
| 6                                                                | AJ Styles & M. Anderson battent Christopher Daniels & Kazarian | Tag team match                                                   | 13:59 |
| 7                                                                | Kurt Angle bat Jeff Hardy                                      | Match simple                                                     | 19:07 |
| 8                                                                | Bobby Roode (c) bat Sting                                      | No Holds Barred match pour la carrière de Sting à la TNA         | 16:40 |
| (c) désigne le(s) champion(s) défendant son titre dans le match. |                                                                |                                                                  |       |

## Résultats du show
- Bienvenue à tout pour cette nouvelle édition annuelle du Pay-per-view « TNA Victory Road 2012 », qui ont le rappel, a été le premier PPV de la TNA en 2004. Les deux commentateurs, Mike Tenay et Tazz ouvrent le show en faisant un petit résumé de toute la soirée qui est à venir.
- Sans plus attendre la première musique d'entrée que nous entendons et celle de Bully Ray qui avance jusqu'au Ring. Il dit à tous les fans de se taire immédiatement. Il donne l'ordre à l'arbitre de dégager du ring et demande à toutes les personnes dans la salle s'ils savent qui il est. Il est bien sûr hué et nous entendons des chants qui ressortent « You Suck, You Suck, You Suck ». Ray Dit qu'il prend en otage le Pay Per View car il a besoin d'un chose et tant qu'il ne l'aura pas eu, il restera dans le ring à attendre. La chose qu'il veut est que son match de ce soir contre le « Cow Boy » James Storm soit pour être aspirant n°1 au titre du Champion du Monde de la TNA qui est actuellement dans les mains de Bobby Roode. James Storm débarque sur le ring pour répondre à la demande de Bully Ray. Il dit en premier que Bully Ray a des pattes de poulets puis il dit que ce que Bully a demandé, et bien c'est OK car le vainqueur sera le Challenger n°1 pour le plus grand titre mondiaux de la TNA lors de Lockdown.
- "CowBoy" James Storm bat Bully Ray et reste donc l'aspirant n°1 au titre.
- JB est en zone d'interview et parle d'une question de Twitter avec le Champion de la X Division, Austin Aries. La question est quand l'Icon Sting fera accédé Double AA en Main Eventer ??

Eric Bischoff arrive et dit que c'est lui qui a booster la X Division où elle en est à l'heure actuelle. Austin Aries prend le micro et dit qu'à chaque fois qu'il monte sur un Ring, et les fans ne peuvent le nié que c'est UN MAIN EVENTER.
- Match pour le titre de la X Division, Austin Aries bat Zema Ion

Une vidéo est diffusée sur le retour proche des Motor City Machine Guns
- Match pour les Titres du Monde par Equipe de la TNA, Samoa Joe et Magnus battent Crimson & Matt Morgan. Durant le Match, Crimson n'a pas voulu faire le Tag avec Matt et une énorme tension régnait entre eux puis finit par une trahison de l'invaincu, Crimson sur Morgan.
- JB est une nouvelle fois en coulisses. Il s'excuse pour l'intervention de Eric Bischoff récemment. Cette fois, il se trouve avec Le Champion de la TNA et la question de Twitter qui est la suivant, Comment Bobby Roode va faire pour gagner son match se soir face à l'Icon Sting et lors du PPV Lockdown face à James Storm?? Pour Sting, c'est fini le Blabla et ce soir, il va passer à l'action et va en terminer avec la pauvre carrière de Sting. Il dit que James Storm ne l'a jamais battu et que ça ne changer a pas.

James Storm arrive et qu'ils pourraient se combattre se soir au lieu d'attendre le 15 avril, Lockdown.[Quoi ?] Le Champion le fixe du regard, le Cow Boy fait pareil et Bobby finit par partir.
- Robbie E arrive sur le ring avec son garde du corps Robbie T pour son Open Challenge pour son titre de Champion de la TV, il dit que ce soir ça sera le public qui va combattre contre lui, il en désigne plusieurs (comme SoCal Val) mais finalement, c'est Devon qui arrive pour le combattre. L'arbitre oblige Robbie E à accepter car c'est un Open Challenge et tout le monde peut combattre.
- Match pour le Titre de la TV, Devon bat Robbie E et devient le nouveau Champion de la TV au plus grande joie de toute la foule. Durant tout le match les deux Robbie's ont triché. Brooke Hogan était aux abords du ring et a aidé Devon.

J**B[Quoi ?] est une nouvelle fois en coulisses et cette fois-ci, c'est avec la présidente de la compagnie de Nashville, la TNA, Dixie Carter. Elle annonce que Slammiversary se déroulera pour la première fois à Dallas/Ft. Worth metroplex arena au College Park Center dans l'Arlington. Elle dit que se soir, elle sera en Ringside pour être aux côtés de Sting
- Match pour le Championnat féminin des Knockouts, Gail Kim bat son ex coéquipière Madison Rayne.
- Christopher Daniels et Kazarian se retrouvent en coulisses avec Jeremy Borash et Daniel dit que ce soir, ça va être son jeu et ni Kaz et ni Borash l'empêcheront. Même si Anderson sera la, ça ne changera pas et AJ Styles n'aura plus aucun amis Ce combat est donc le prochain
- AJ Styles et Mr. Anderson battent Kazarian et Christopher Daniels. AJ Styles et Anderson se saluent signe de respect l'un envers l'autre
- Kurt Angle bat Jeff Hardy. Hardy allait gagner mais Kurt a triché en s'accrochant à la corde en faisant le Roll-up.
- Jeff Hardy à contester l'arbitre vu que comme d'habitude Brian Hebner n'a vu que du feu et à lever la main de Angle même après les replays qui ont montré que Kurt avait triché.
- No Holds Barred Match, Le Champion de la TNA, Bobby Roode a battu Sting pour la carrière de Sting qui était en jeu.
- Après que Sting lui eut placé son Scorpion Death Drop et que sa tête eut heurté une chaise, Roode réussit à remporter le match par tombé. Après la rencontre, Roode prit le micro et demanda à Dixie Carter de venir au ring. Sur le point de frapper Sting, Carter s’est interposé entre les deux avant que le show ne se termine. À noter que Bobby Roode à tirer les cheveux de Dixie, l'a jeté d'un coin du ring à un autre. Dixie Carteur effrayé resta avec Sting dans un coin du ring.